# پرنسس الیزابت فرانسه
پرنسس الیزابت فرانسه (انگلیسی: Princess Élisabeth of France) کوچکترین خواهر لوئی شانزدهم بود. در انقلاب فرانسه وی در میدان کنکورد اعدام شد.